# Správní obvod obce s rozšířenou působností Humpolec
Správní obvod obce s rozšířenou působností Humpolec je od 1. ledna 2003 jedním ze tří správních obvodů rozšířené působnosti obcí v okrese Pelhřimov v Kraji Vysočina. Čítá 25 obcí.
Město Humpolec je zároveň obcí s pověřeným obecním úřadem, přičemž oba správní obvody jsou územně totožné.

## Seznam obcí
Poznámka: Města jsou vyznačena tučně.
- Budíkov
- Bystrá
- Čejov
- Hojanovice
- Horní Rápotice
- Hořice
- Humpolec
- Ježov
- Jiřice
- Kaliště
- Kejžlice
- Koberovice
- Komorovice
- Mladé Bříště
- Mysletín
- Píšť
- Proseč
- Řečice
- Sedlice
- Senožaty
- Staré Bříště
- Syrov
- Vojslavice
- Vystrkov
- Želiv

## Obyvatelstvo
| Rok  | Obyv.  | ± %    |
| ---- | ------ | ------ |
| 1869 | 20 745 | —      |
| 1880 | 21 220 | +2,3 % |
| 1890 | 21 910 | +3,3 % |
| 1900 | 21 936 | +0,1 % |
| 1910 | 21 842 | −0,4 % |

| Rok  | Obyv.  | ± %     |
| ---- | ------ | ------- |
| 1921 | 21 451 | −1,8 %  |
| 1930 | 19 658 | −8,4 %  |
| 1950 | 17 199 | −12,5 % |
| 1961 | 17 966 | +4,5 %  |
| 1970 | 17 659 | −1,7 %  |

| Rok  | Obyv.  | ± %    |
| ---- | ------ | ------ |
| 1980 | 17 807 | +0,8 % |
| 1991 | 17 292 | −2,9 % |
| 2001 | 16 950 | −2 %   |
| 2011 | 17 344 | +2,3 % |
| 2021 | 17 740 | +2,3 % |